# Episodi di Mamy fa per tre (seconda stagione)
Questa voce contiene trame, dettagli e crediti dei registi e degli sceneggiatori della seconda stagione della serie televisiva Mamy fa per tre.
Nel Regno Unito, la serie andò in onda sulla ITV dal 2 dicembre 1971 al 6 gennaio 1972.
| n° | Titolo originale         | Titolo italiano | Prima TV UK      | Prima TV Italia |
| -- | ------------------------ | --------------- | ---------------- | --------------- |
| 1  | A Hard Day Out           |                 | 2 dicembre 1971  |                 |
| 2  | The Matchmakers          |                 | 9 dicembre 1971  |                 |
| 3  | Growing Pains            |                 | 16 dicembre 1971 |                 |
| 4  | But How Can I Tell Them? |                 | 23 dicembre 1971 |                 |
| 5  | Once A Year Day          |                 | 30 dicembre 1971 |                 |
| 6  | All Play and No Work     |                 | 6 gennaio 1972   |                 |